# Fiederschnittige Perowskie
Die Fiederschnittige Perowskie (Perovskia abrotanoides) ist ein Halbstrauch mit lilablauen Blüten aus der Familie der Lippenblütler (Lamiaceae). Das natürliche Verbreitungsgebiet liegt in Asien. Die Art wird häufig als Zierstrauch verwendet. Sie ist nach WCSP besser als Salvia abrotanoides (Kar.) Sytsma in die Gattung Salvia einzugliedern.

## Beschreibung
Die Fiederschnittige Perowskie ist ein etwa 1 Meter hoher, vieltriebiger Halbstrauch mit an der Basis verholzten, aufrechten bis niederliegend-aufsteigenden, etwa 5 Millimeter durchmessenden, grauweiß behaarten und mit goldfarbenen Drüsen besetzten Zweigen. Die Laubblätter haben einen 5 bis 8 Millimeter langen Blattstiel. Die Blattspreite ist 4 bis 7 Zentimeter lang, etwa 2,5 Zentimeter breit, eiförmig-länglich und fiederschnittig bis doppelt fiederschnittig. Die Lappen sind länglich bis länglich-linealisch, stumpf, 2 bis 4 Millimeter lang und 0,5 bis 1,4 Millimeter breit, kahl oder manchmal spärlich behaart und dicht mit goldgelben Drüsen besetzt.
Die Blüten wachsen zu vier bis sechs in Scheinwirteln, die in lockeren, 27 bis 40 Zentimeter langen Rispen angeordnet sind. Die Tragblätter sind 1 bis 1,5 Millimeter lang und etwa 0,5 Millimeter breit, lanzettlich-linealisch, spitz und fein behaart. Der Blütenstiel ist etwa 0,5 Millimeter lang, behaart und nach der Blütezeit hängend. Der Blütenkelch ist etwa 4,5 Millimeter breit, purpurn, an der Basis dicht weiß oder purpurn behaart. Die Kelchröhre ist 4 Millimeter lang mit Durchmesser von 1,5 bis 2 Millimeter. Die obere Kelchlippe ist kurz, mehr oder weniger ganzrandig bis dreifach gezähnt, 1 Millimeter lang und etwa 2 Millimeter breit. Die untere Lippe ist etwa gleich lang und hat einen dicht bewimperten Rand. Die Blütenkrone ist lilablau, 0,9 bis 1,1 Zentimeter lang und spärlich behaart. Die Kronröhre ist 5 bis 6,5 Millimeter lang und 2 Millimeter breit. Die obere Kronlippe ist 2,5 bis 3 Millimeter lang und 6,5 bis 7 Millimeter breit und hat eiförmige bis rundliche, 1,5 bis 2 Millimeter lange und etwa 2 Millimeter breite Lappen. Die untere Lippe ist länglich-oval, etwa 3,5 Millimeter lang und 2 Millimeter breit, ganzrandig und stumpf. 
Die Nüsschen sind 1,8 bis 2 Millimeter lang und etwa 1 Millimeter breit. Die Fiederschnittige Perowskie blüht von Juni bis Juli.
Die Chromosomenzahl beträgt 2n = 20.

## Verbreitung und Standortansprüche
Das natürliche Verbreitungsgebiet liegt in Asien und reicht von Afghanistan und Iran über Tadschikistan und Turkmenistan bis nach Pakistan und nach Tibet. Die Fiederschnittige Perowskie wächst in Steppen und Trockenwäldern auf trockenen bis frischen, schwach sauren bis stark alkalischen, sandigen, sandig-kiesigen oder sandig-lehmigen, nährstoffreichen Böden an sonnig-heißen Standorten. Die Art ist nässe- und frostempfindlich. Sie wird der Winterhärtezone 6a zugeordnet mit mittleren jährlichen Minimaltemperaturen von −23,3 bis −20,6 °C.

## Systematik
Die Fiederschnittige Perowskie (Perovskia abrotanoides) ist eine Art aus der Gattung der Perowskien (Perovskia) in der Familie der Lippenblütler (Lamiaceae). Dort wird sie der Unterfamilie Nepetoideae der Tribus Mentheae zugeordnet. Die Art wurde von Grigorij Silych Karelin 1841 erstmals wissenschaftlich beschrieben. Der Gattungsname Perovskia erinnert an den russischen General und Gouverneur der Provinz Orenburg Wassili Alexejewitsch Perowski (1794–1857). Das Artepitheton abrotanoides stammt aus dem Lateinischen und verweist auf die Eberraute (Artemisia abrotanum), die ähnliche Blätter hat.
Ein Synonym von Perovskia abrotanoides Kar. ist Perovskia artemisioides Boiss.

## Verwendung
Die Fiederschnittige Perowskie wird wegen ihrer dekorativen und duftenden Blüten häufig als Zierstrauch verwendet.

## Nachweise